# Coupe de Ringlemere
La coupe de Ringlemere est un objet en or datant de l'âge du bronze découvert en 2001 dans le tumulus de Ringlemere, près de Sandwich (Kent), en Angleterre. Elle a été très endommagée lors du labourage du champ où elle a été trouvée.
La coupe ressemble à un vase de la culture de la céramique cordée (vers 2300 av. J.-C.), mais est beaucoup plus récente. Seules cinq coupes similaires ont été retrouvées en Europe, toutes datant de 1700 à 1500 av. J.-C.
Il semble que la coupe ne fasse pas partie d'un mobilier funéraire, mais ait servi d'offrande votive. Aucune sépulture contemporaine de la coupe n'a été découverte dans le tumulus, seulement des sépultures plus récentes, de l'âge du fer, ainsi qu'un cimetière saxon.
La coupe a été découverte par Cliff Bradshaw, à l'aide d'un détecteur de métaux. Selon la procédure indiquée par le Treasure Act, il a déclaré sa découverte au coroner local. Le Portable Antiquities Scheme a déclaré cette découverte Treasure Trove en 2002, ce qui signifie qu'il a été caché dans l'intention d'être récupéré plus tard. La coupe a été achetée par le British Museum, pour la somme de 270 000 £, qui a été partagée entre le découvreur de la coupe et les propriétaires du terrain.

## Voir également
- Gorgerin de Mold (Pays de Galles), à peu près contemporain

- (en) Cet article est partiellement ou en totalité issu de l’article de Wikipédia en anglais intitulé « Ringlemere Cup » (voir la liste des auteurs).